# モルゲロンズ病
モルゲロンズ病（英: Morgellons [mɔːrˈɡɛlənz]）は、自己診断に基づく、科学的裏付けのない皮膚疾患に対する非公式な名称である。この疾患の患者であると主張する人物は、自らの皮膚の傷（腫れ、ただれ）に繊維状の物質が含まれていると信じている。モルゲロン病、モルジェロン病、モルジェロンズ病などとも表記される。モルゲロンズ病の理解は進んでいないが、一般的な医学的コンセンサスは寄生虫妄想の一形態であるということである。傷は強迫的なひっかき行為の結果であることが一般的であり、繊維を分析した場合には衣服や他の繊維製品に由来するものであることが判明する。
この疾患は2002年、息子に対する寄生虫妄想との医学的診断を拒絶したMary Leitaoによって命名がなされた。彼女は17世紀半ばの医師によって書かれた手紙からその名を取った。LeitaoらMorgellons Research Foundation（モルゲロンズ病研究財団、MRF）の関係者はアメリカ合衆国議会議員に対するロビー活動の結果、2006年にアメリカ疾病予防管理センター（CDC）に疾患の調査を行わせること成功した。CDCの研究者らは2012年1月に多年にわたる研究の結果を発表し、調査された人物の試料には病原性生物は見られなかったこと、繊維は綿である可能性が高いことを示し、その症状は寄生虫妄想など、より一般的に認識されている精神疾患の症状と類似していると結論付けた。

## 医学的説明
モルゲロンズ病はあまり理解されていないが、一般的な医学的コンセンサスは寄生虫妄想の一形態であるということである。この疾患の患者には痛みを伴う何らかの皮膚症状が存在し、そこに繊維状の物質が含まれていると信じている。症状は寄生虫妄想と非常に類似しており、加えて皮膚損傷に非生物性の物体が存在すると信じていることである。活発なオンラインコミュニティではモルゲロンズ病が感染症であるという考えが支持されており、精神疾患であることに異議を唱え、ライム病との関係が提唱されている。論争の結果、少数の患者の皮膚試料からスピロヘータ、ケラチン、コラーゲンが発見されたことが特定のグループの研究者らによる出版物で記載されたが、こうした発見はCDCによるはるかに大規模な研究によって否定されている。皮膚試料に見つかった物体の大部分は綿に由来するセルロースで構成されており、感染や他の原因の証拠となるものは存在しなかった。

## 社会と文化

### Mary LeitaoとMRF
Leitaoによると2001年、彼女の2歳の息子は唇の下に傷ができ、「虫」について訴え始めた。Leitaoは、息子のおもちゃの顕微鏡で傷を調べ、赤色や青色、黒色や白色の繊維を発見した、と主張している。彼女は息子を少なくとも8人の異なる医師に見せたが、病気、アレルギーの他、息子が説明した症状に関していかなる異常も見出すことができなかったと述べている。奇妙な症例を解決することで評判だった、ジョンズ・ホプキンズ病院の小児科医Fred HeldrichがLeitaoの息子の診察を行った。少年の皮膚にはいかなる異常も見当たらず、Heldrichは紹介医に「Leitaoは精神医学的な評価とサポートを受けるとよいだろう」と手紙を書き、Leitaoが息子を「利用」していることへの懸念を表した。Leitaoは最後にジョンズ・ホプキンズ病院の匿名の感染症専門医に相談したが、息子の記録を見て診察を拒否し、Leitao自身が、親が医療関係者の関心を引くために子供が病気であるように装ったり、病気にかからせたりする精神疾患である、代理ミュンヒハウゼン症候群である可能性を示唆した。Leitaoによると、彼女が訪ねたいくつかの医療専門家は、精神障害の可能性という意見を共通して持っていた。
息子にはより多くの傷ができ、そこからより多くの繊維が出続けているとLeitaoは言う。彼女と彼女の夫でペンシルベニア州のSouth Allegheny Internal Medicineの内科医であるEdward Leitaoは、息子に「何か未知のもの」が存在していると感じていた。彼女はトーマス・ブラウンによるA Letter to a Friend（1656年頃、1690年出版）というエッセイの記述からMorgellons diseaseという名称を選んだ。そこで医師は自身が経験したいくつかの疾患について記載しており、そこには「ラングドックの子供の風土病となっている、モルゲロン（morgellons）と呼ばれる病気では、背中から不快な毛が突き出す」という記述があった。
Leitaoはモルゲロンズ病研究財団（MRF）を2002年に非公式に設立し、2004年に公式の非営利団体となった。MRFのウェブサイトでは、「見た目を損ねたり、身体を不自由にしたりする可能性がある、あまり理解されれていない疾患」に対し、意識を高め、研究のための資金を提供することが目的であるとされている。Leitaoは、当初は問題を理解する可能性のある科学者や医師からの情報を受け取ることを望んでいたが、その代わりに、自身の傷や繊維のほか、神経学的症状、疲労、筋肉・関節の痛みやその他の症状を訴える数千人が彼女に接触してきたと述べている。MRFはアメリカの50の全ての州、カナダ、イギリス、オーストラリア、オランダを含む15の国から自己診断報告を受け取っていると主張しており、12,000以上の家族と接触していると述べている。
2012年にモルゲロンズ病研究財団は閉鎖され、今後の問い合わせはオクラホマ州立大学に送られることになった。

### メディアによる報道
2006年5月、モルゲロンズ病に関するニュースが南カリフォルニアのCBSで放送された。ロサンゼルス郡の保健当局は「信頼できる医療機関や公衆衛生機関では『モルゲロンズ病』の存在や診断は確認されていない」とし、「現段階でこの病気に関する裏付けのない報告に対しパニックになる理由はない」とする声明を発表した。モルゲロンズ病は2006年6月にはCNN、ABCのグッド・モーニング・アメリカ、NBCのThe Today Show、2006年8月にはABCのMedical Mysteriesで取り上げられた。モルゲロンズ病は2008年1月16日のABCのNightlineでも特集され、2008年1月20日のワシントン・ポストの表紙となった。
科学誌においてモルゲロンズ病が新たな疾患として初めて提唱された記事は、MRFのメンバーの共著による総説記事であり、2006年にAmerican Journal of Clinical Dermatologyにて発表された。2006年のサンフランシスコ・クロニクルの記事では、モルゲロンズ病の臨床的研究は存在しないことが報告されている。2007年のニュー・サイエンティストの記事でもこの現象が取り上げられ、ヨーロッパやオーストラリアにも似た症状を報告する人がいることが記された。
2010年4月22日のロサンゼルス・タイムズの記事では、シンガーソングライターのジョニ・ミッチェルがこの症状を訴えている。
2011年6月13日のオーストラリア放送協会Radio NationalのThe Mystery of Morgellonsの放送は、メイヨー・クリニックの教授Mark Davisを含むゲストを招いて行われた。

### CDCによる調査
自己診断患者がMRFのウェブサイトから連邦議会議員に数千の定型文メールを送るという組織的なダイレクトメールキャンペーンの結果、CDCのタスクフォースが2006年6月に初めて会合を開くこととなった。タスクフォースは2006年8月には結成され、病理学者、毒物学者、倫理学者、メンタルヘルスの専門家、感染症、寄生虫症、職業環境病、慢性疾患の専門家を含む12人で構成された。
2007年6月、CDCはモルゲロンズ病に関するウェブサイトCDC Study of an Unexplained Dermopathyを開設し、2007年11月には疾患についての調査を開始した。北カリフォルニアの健康維持機構カイザーパーマネンテが調査の補助に選ばれ、患者の皮膚生検と、患者から得られた繊維や糸などの外来物質の由来の特定に関与した。アメリカ軍病理学研究所（U.S. Armed Forces Institute of Pathology）とアメリカ皮膚科学会が病理検査を補助した。2012年1月、CDCは研究の結果を公表した。
結論は、被験者の59%に認知障害がみられ、63%に臨床的意義のある症状が存在した、というものであった。50%はドラッグを摂取しており、78%は皮膚刺激性の可能性のある有機溶媒へ曝露していることが報告された。患者から集められた試料には寄生虫やマイコバクテリウムは全く検出されなかった。参加者の皮膚から集められた物体の大部分はセルロースで構成されており、綿に由来する可能性が高いものであった。

### インターネットとメディアの影響
モルゲロンズ病の人々はインターネットの情報に基づいて自己診断を下し、似た疾患を持つと信じる人々のオンラインコミュニティでサポートと確信を得ている。2006年、WaddellとBurkeはモルゲロンズ病と自己診断した人々に対するインターネットの影響について、「オンラインで自己診断を試みる多くの人々によって、医師はより困難な立場となっている。多くの場合、こうした試みは善意であるものの間違ったものであり、オンライン上の、多くの場合非科学的なサイトを信じている人は、医師のエビデンスに基づいたアプローチや治療の推奨を信頼することができなくなる可能性がある」と報告している。
Vila-Rodriguezは、インターネットが「奇妙な」病気の信念の拡散と支持を促進していると述べているが、それは「ある信念がその人が属する文化やサブカルチャーの他のメンバーに受け入れられている場合、もはやその信念は妄想とは見なされない」ためである。モルゲロンズ病現象を研究してきた社会学者Robert Bartholomewは、「ワールド・ワイド・ウェブは集団妄想の培養装置になっており、それ（モルゲロンズ病）はインターネットを介して社会的に伝染する病気のようである」と述べている。この仮説によると、寄生虫妄想や他の精神障害を抱える人々は、類似した症状を持つ人のインターネット上の体験談を読んで、自分が「モルゲロンズ病」であると確信するようになる。この現象は集団心因性疾患として知られる現象であり、器質的要因のない身体症状が同じコミュニティや社会集団内の複数の人へ広がってゆく現象である。Dallas Observerは、モルゲロンズ病はインターネットとマスメディアを介してミームのように拡散していく可能性があるとし、「もしそうだとすれば、モルゲロンズ病は人々の間で流行し、大衆の関心が失われれば跡形もなく消えてしまう奇妙な病気の1つである」と記している。この記事では、メディアによって拡大した集団妄想との類似点が描かれている。
皮膚科医のCaroline Koblenzerは、MRFのウェブサイトが人々をミスリードしているとし、「明らかに、このサイト（MRF）を発見する患者が増えるにつれて、繊維、綿毛、無関係な細菌、無害なワームや昆虫に対する不毛な研究に貴重な時間とリソースがますます浪費されるようになるだろう」と非難している。2005年のポピュラーメカニクスの記事では、モルゲロンズ病の症状は良く知られており、他の疾患との関連によって特徴づけられているとし、奇妙な繊維が広く報告されるようになったのはわずか数年前からであり、MRFが最初にインターネット上でそれらについて記載して以降である、と述べている。ロサンゼルス・タイムズは、モルゲロンズ病に関する記事で、「近年の症状の急増は、ペンシルバニア州の母親Mary Leitaoによって病気が命名されてからのもので、インターネットに端を発するものである」と記している。
2008年、ワシントン・ポストは、モルゲロンズ病についてのインターネット上の議論には、生物戦、ナノテクノロジー、ケムトレイル、地球外生命体など、モルゲロンズ病の原因に関する多くの陰謀論が含まれていると報告した。The Atlanticは、モルゲロンズ病はクリミナル・マインドで取り上げられたことでポップカルチャーの注目も集めており、モルゲロンズ病患者はモルゲロンズ病を大部分の医師が懐疑的に見ている他の疾患である慢性ライム病と関連付け、自身の症状を疑う人を攻撃することで、主流の医療コミュニティから自身をさらに遠ざけている、と付け加えている。

## 関連文献
- Fair, Brian (2010). “Morgellons: Contested illness, diagnostic compromise and medicalisation”. Sociology of Health & Illness 32 (4):  597–612. doi:10.1111/j.1467-9566.2009.01227.x. PMID 20149149.
- “Evidence of photo manipulation in a delusional parasitosis paper”. J. Parasitol. 99 (3):  583–5. (June 2013). doi:10.1645/12-12.1. PMID 23198757.